# Alice Orr-Ewing
Alice Josephine Orr-Ewing (Hammersmith, Londres, 7 de julio de 1989) es una actriz británica que protagonizó la película británica de 2012 The Scapegoat, una adaptación de la novela de 1957 del mismo nombre de Daphne du Maurier.

## Biografía
Orr-Ewing nació en Hammersmith, Londres, el tercer hijo del Excmo. Robert James Orr-Ewing y Susannah (de soltera Bodley Scott), y es nieta del político conservador Ian Orr-Ewing. Fue educada en Heathfield School, Ascot, entre 2001 y 2007, y entrenada en la London Academy of Music and Dramatic Art de 2008 a 2011.
Tuvo un pequeño papel en la película Atonement del 2007 antes de ocupar un lugar en la escuela de teatro. Dos años después de dejar LAMDA, había aparecido en dos largometrajes y dos series de televisión, incluido el último episodio de Agatha Christie's Poirot. Luego apareció en Mr. Turner, de Mike Leigh, una película biográfica sobre la vida del pintor JMW Turner, y en el drama biográfico La teoría del todo.

## Filmografía
| Año  | Título                                                | Papel                          | Notas                   | Fuentes |
| ---- | ----------------------------------------------------- | ------------------------------ | ----------------------- | ------- |
| 2007 | Atonement                                             | Enfermera en período de prueba |                         | [ 1 ]   |
| 2012 | A Fantastic Fear of Everything                        | Livinia                        |                         | [ 1 ]   |
| 2012 | The Scapegoat                                         | Frances                        |                         | [ 1 ]   |
| 2013 | Agatha Christie's Poirot: Curtain: Poirot's Last Case | Judith Hastings                | Serie de televisión     | [ 5 ]   |
| 2013 | Blandings: Pig-hoo-o-o-o-ey                           | Angela                         | Serie de televisión     | [ 5 ]   |
| 2014 | Pramface: Tinker, Tailor, Lobster                     | Penny                          | Serie de televisión     | [ 4 ]   |
| 2014 | Mr. Turner                                            | Segunda señorita               | Director Mike Leigh     | [ 4 ]   |
| 2014 | La teoría del todo                                    | Diana King                     | Director James Marsh    | [ 4 ]   |
| 2014 | Our Zoo                                               | Lady Hughes                    | Miniserie de televisión |         |
| 2016 | Victoria                                              | Lady Flora Hastings            |                         |         |
| 2018 | A Very English Scandal                                | Caroline Allpass               |                         | [ 6 ]   |
| 2020 | The Courier                                           | Tamara                         |                         |         |
| 2021 | La última carta de amor                               | Yvonne                         |                         |         |
| 2022 | The Devil Conspiracy                                  | Laura Milton                   |                         |         |
| 2023 | Sanditon                                              | Lydia Montrose                 |                         |         |
| 2023 | Partygate                                             | Alice Lyons                    | Serie de televisión     | [ 7 ]   |